# Joshua John
Joshua Arnold John (* 30. September 1988 in Alkmaar, Nordholland) ist ein niederländischer ehemaliger Fußballspieler.

## Karriere

### Verein
John begann seine Profikarriere 2006 bei Sparta Rotterdam. Ab Frühjahr 2012 stand er niederländischen Erstligisten FC Twente aus Enschede unter Vertrag. In der Saison 2012/13 war er an den FC Nordsjælland ausgeliehen und im Sommer 2013 an diesen endgültig abgegeben.
In der Sommertransferperiode 2016/17 wurde er vom türkischen Erstligisten Bursaspor unter Vertrag genommen. Im Februar 2019 wechselte er zu Qaisar Qysylorda. 2020 wechselte er zu VVV-Venlo.

### Nationalmannschaft
John absolvierte einige Einsätze für die niederländische U-21-Nationalmannschaft.